# PenSam
PenSam er en dansk livsforsikrings- og pensionskoncern med hjemsted i Furesø Kommune. PenSam leverer arbejdsmarkedspensioner til FOAs faggrupper, hvilket omfatter lønmodtagere i både kommuner, regioner og private virksomheder. Derudover tilbyder PenSam bank- og forsikringsprodukter til PenSam's pensionskunder og deres familier.
Med 400.000 kunder og investeringsaktiver for 138 mia. kr. (2017) er PenSam et af landets 10 største pensionsselskaber.. Torsten Fels er adm. direktør i PenSam og Mona Striib, forbundsformand i FOA, er bestyrelsesformand for PenSam Holding.

## Kundegrundlag
PenSam's pensionskunder arbejder blandet andet inden for følgende fag:
- Social- og sundhedsassistenter- og hjælpere
- Pædagogmedhjælpere, dagplejere og pædagogisk assistenter
- Teknik- og servicepersonale
- Brand- og ambulancepersonale på det regionale og kommunale område.
- Køkken- og rengøringspersonale på det offentlige område.

## Koncernstruktur
Koncernens moderselskab er PenSam Holding A/S. Aktionærerne i holdingselskabet er fagforeningen FOA - Fag og Arbejde og Pensionskassen PenSam, som administreres af koncernen. I koncernen indgår tillige PenSam Liv A/S, PenSam Bank A/S, PenSam Forsikring A/S samt PenSam A/S. I bestyrelsen for PenSam Liv er folketingsmedlem Jacob Jensen (V) formand og borgmester Thomas Adelskov næstformand.

## Historie
I 1985 brød fire pensionskasser med tilknytning til Dansk Kommunalarbejderforbund (nu FOA) ud af PKA og etablerede i 1986 PenSam som et nyt administrationssamarbejde mellem de fire pensionskasser:
- Pensionskassen for sygehjælpere, beskæftigelsesvejledere, plejere og plejehjemsassistenter (stiftet 1966)
- Pensionskassen for portører (stiftet 1968)
- Pensionskassen for trafikfunktionærer ved Hovedstadsområdets Trafikselskab (stiftet 1976). Fusioneres med Amtsvejmænd i 2010.
- Pensionskassen for amtsvejmænd m.fl. (stiftet 1977). Fusioneres med Trafikfunktionærer i 2010.

I 1990 blev PenSam Liv stiftet for at kunne tilbyde andre typer pensionsprodukter til pensionskassernes kunder, dvs. pensioner uden garanti. Samme år blev PenSam Bank oprettet. I 1993 oprettedes PenSam Skade med formålet at kunne tegne syge- og ulykkesforsikringer. I 2011 begyndte PenSam at sælge forsikringsprodukter, som indboforsikring, bilforsikring mv.
I 2006 købte Pen-Sam Liv pædagogmedhjælpernes pensionsselskab PMF-Pension af Sampension.
Pr. 1. januar 2013 er de stiftende pensionskasser fusioneret under navnet Pensionskassen PenSam. Pensionskassen PenSam og PMF-Pension er begge afviklingskasser uden præmieindtægter, mens PenSam Liv er det fortsættende pensionsselskab med primært pensioner uden garanti. Siden 1. januar 2015 har investering af pensionsopsparing i investeringspuljer været en mulighed.
I 2015 spaltes PenSam Liv. Administrationen udskilles til PenSam A/S, der leverer drifts-, udviklings- og konsulentydelser til alle selskaber i PenSam-gruppen.

## Forvaltning af pensionsmidler

### Investeringsstrategi
PenSam har vedtaget retningslinjer for investering af kundernes pensionsmidler. Disse retningslinjer indebærer, at de virksomheder, som PenSam investerer i, skal overholde menneskerettigheder og overholder principperne i en række internationale konventioner om miljø og arbejdsforhold. Det betyder bl.a., at PenSam i 2016 ekskluderede selskaber, hvor mere end 30 procent af omsætningen er knyttet til kul gennem f.eks. minedrift eller afbrænding, som er en af de mest klimabelastende energiformer.
PenSam samarbejder med Sustainalytics, der er et screeningsselskab, som overvåger PenSam’s aktiebeholdning, og som går i dialog med virksomheder, hvis der opstår problemer i forhold til PenSam’s retningslinjer for ansvarlige investeringer.
I perioden 2002-2010 var PenSam's investeringsafkast blandt branchens laveste, men pensionsselskabets investeringsstrategi blev ændret markant i 2009, og selskabet har siden da opnået afkast på niveau med den øvre del af branchen. Pensionskonceptet Fleksion, hvor en stor del af PenSam's indbetalende kunder har deres pensionsordning, fik et afkast på 8,5 procent i gennemsnit pr. år i perioden 2012-2016.

### Kritik fra Finanstilsynet
PenSam blev i 2013 udsat for en skarp kritik fra Finanstilsynets side bl.a. fordi PenSam i flere år ikke udsendte årsopgørelser til en del af kunderne (11.000 kunder i 2009 og 12.000 kunder i 2010 fik ikke deres årsopgørelse), ligesom Finanstilsynet ganske usædvanligt udtrykte tvivl om, hvorvidt ledelsen i selskabet var kapabel til at gennemføre de tiltag på it-området, der skulle løse en række fundamentale problemer i virksomheden.